# فیلم اسکول (موسیقی گروه)
فیلم اسکول (به انگلیسی: Film School) یک گروهٔ موسیقی ایندی راک پنج‌نفره اهل لس آنجلس و سان فرانسیسکو است.